# (49,16,5)-Blockplan
Der (49,16,5)-Blockplan ist ein spezieller symmetrischer Blockplan. Um ihn konstruieren zu können, musste dieses kombinatorische Problem gelöst werden: eine leere 49 × 49 - Matrix wurde so mit Einsen gefüllt, dass jede Zeile der Matrix genau 16 Einsen enthält und je zwei beliebige Zeilen genau 5 Einsen in der gleichen Spalte besitzen (nicht mehr und nicht weniger). Das klingt relativ einfach, ist aber nicht trivial zu lösen. Es gibt nur gewisse Kombinationen von Parametern (wie hier v = 49, k = 16, λ = 5), für die eine solche Konstruktion überhaupt machbar ist. In dieser Übersicht sind die kleinsten solcher (v,k,λ) aufgeführt.

## Eigenschaften
Dieser symmetrische Blockplan hat die Parameter v = 49, k = 16, λ = 5 und damit folgende Eigenschaften:
- Er besteht aus 49 Blöcken und 49 Punkten.
- Jeder Block enthält genau 16 Punkte.
- Je 2 Blöcke schneiden sich in genau 5 Punkten.
- Jeder Punkt liegt auf genau 16 Blöcken.
- Je 2 Punkte sind durch genau 5 Blöcke verbunden.

## Existenz und Charakterisierung
Es existieren mindestens 12146 nichtisomorphe 2-(49,16,5) - Blockpläne. Zwei dieser Lösungen sind: 
- Lösung 1 (dual zur Lösung 2) mit der Signatur 30·1, 15·2, 3·15, 1·35. Sie enthält 1 Ovale der Ordnung 4.
- Lösung 2 (dual zur Lösung 1) mit der Signatur 30·1, 15·2, 3·15, 1·60. Sie enthält 1 Ovale der Ordnung 4.

## Liste der Blöcke
Hier sind alle Blöcke dieses Blockplans aufgelistet; zum Verständnis dieser Liste siehe diese Veranschaulichung
- Lösung 1

```
  1   5   6   7   8   9  10  11  12  13  14  15  16  17  18  19
  2   5   6   7   8   9  20  21  22  23  24  25  26  27  28  29
  3  10  11  12  13  14  20  21  22  23  24  30  31  32  33  34
  4  15  16  17  18  19  25  26  27  28  29  30  31  32  33  34
  1   2  13  14  16  18  21  24  27  28  30  36  41  42  46  48
  1   2  10  14  17  19  20  22  28  29  31  37  42  43  47  49
  1   2  10  11  15  18  21  23  25  29  32  38  43  44  45  48
  1   2  11  12  16  19  22  24  25  26  33  39  40  44  46  49
  1   2  12  13  15  17  20  23  26  27  34  35  40  41  45  47
  1   3   6   8  18  19  22  23  25  31  34  36  38  41  46  47
  1   3   7   9  15  19  23  24  26  30  32  37  39  42  47  48
  1   3   5   8  15  16  20  24  27  31  33  35  38  43  48  49
  1   3   6   9  16  17  20  21  28  32  34  36  39  44  45  49
  1   3   5   7  17  18  21  22  29  30  33  35  37  40  45  46
  1   4   8   9  11  13  20  26  29  32  33  36  37  41  43  46
  1   4   5   9  12  14  21  25  27  33  34  37  38  42  44  47
  1   4   5   6  10  13  22  26  28  30  34  38  39  40  43  48
  1   4   6   7  11  14  23  27  29  30  31  35  39  41  44  49
  1   4   7   8  10  12  24  25  28  31  32  35  36  40  42  45
  2   3   5   7  11  12  15  25  28  30  34  36  37  41  43  49
  2   3   6   8  12  13  16  26  29  30  31  37  38  42  44  45
  2   3   7   9  13  14  17  25  27  31  32  38  39  40  43  46
  2   3   5   8  10  14  18  26  28  32  33  35  39  41  44  47
  2   3   6   9  10  11  19  27  29  33  34  35  36  40  42  48
  2   4   6   7  10  15  17  20  24  30  33  36  38  44  46  47
  2   4   7   8  11  16  18  20  21  31  34  37  39  40  47  48
  2   4   8   9  12  17  19  21  22  30  32  35  38  41  48  49
  2   4   5   9  13  15  18  22  23  31  33  36  39  42  45  49
  2   4   5   6  14  16  19  23  24  32  34  35  37  43  45  46
  3   4   5  10  12  16  17  20  23  25  29  39  41  42  46  48
  3   4   6  11  13  17  18  21  24  25  26  35  42  43  47  49
  3   4   7  12  14  18  19  20  22  26  27  36  43  44  45  48
  3   4   8  10  13  15  19  21  23  27  28  37  40  44  46  49
  3   4   9  11  14  15  16  22  24  28  29  38  40  41  45  47
  5  10  11  17  19  21  24  26  27  31  36  37  38  39  41  45
  6  11  12  15  18  20  22  27  28  32  35  37  38  39  42  46
  7  12  13  16  19  21  23  28  29  33  35  36  38  39  43  47
  8  13  14  15  17  22  24  25  29  34  35  36  37  39  44  48
  9  10  14  16  18  20  23  25  26  30  35  36  37  38  40  49
  7   9  10  15  16  21  22  26  31  34  35  41  42  43  44  46
  5   8  11  16  17  22  23  27  30  32  36  40  42  43  44  47
  6   9  12  17  18  23  24  28  31  33  37  40  41  43  44  48
  5   7  13  18  19  20  24  29  32  34  38  40  41  42  44  49
  6   8  14  15  19  20  21  25  30  33  39  40  41  42  43  45
  5   6  12  14  15  21  26  29  31  32  36  40  46  47  48  49
  6   7  10  13  16  22  25  27  32  33  37  41  45  47  48  49
  7   8  11  14  17  23  26  28  33  34  38  42  45  46  48  49
  8   9  10  12  18  24  27  29  30  34  39  43  45  46  47  49
  5   9  11  13  19  20  25  28  30  31  35  44  45  46  47  48
```

- Lösung 2

```
  1   5   6   7   8   9  10  11  12  13  14  15  16  17  18  19
  2   5   6   7   8   9  20  21  22  23  24  25  26  27  28  29
  3  10  11  12  13  14  20  21  22  23  24  30  31  32  33  34
  4  15  16  17  18  19  25  26  27  28  29  30  31  32  33  34
  1   2  12  14  16  17  20  23  28  29  30  35  41  43  45  49
  1   2  10  13  17  18  21  24  25  29  31  36  42  44  45  46
  1   2  11  14  18  19  20  22  25  26  32  37  40  43  46  47
  1   2  10  12  15  19  21  23  26  27  33  38  41  44  47  48
  1   2  11  13  15  16  22  24  27  28  34  39  40  42  48  49
  1   3   6   7  17  19  23  24  25  30  33  35  39  40  46  48
  1   3   7   8  15  18  20  24  26  31  34  35  36  41  47  49
  1   3   8   9  16  19  20  21  27  30  32  36  37  42  45  48
  1   3   5   9  15  17  21  22  28  31  33  37  38  43  46  49
  1   3   5   6  16  18  22  23  29  32  34  38  39  44  45  47
  1   4   7   9  11  12  20  25  28  33  34  36  38  40  44  45
  1   4   5   8  12  13  21  26  29  30  34  37  39  40  41  46
  1   4   6   9  13  14  22  25  27  30  31  35  38  41  42  47
  1   4   5   7  10  14  23  26  28  31  32  36  39  42  43  48
  1   4   6   8  10  11  24  27  29  32  33  35  37  43  44  49
  2   3   6   9  12  13  15  25  26  30  32  36  39  43  44  49
  2   3   5   7  13  14  16  26  27  31  33  35  37  40  44  45
  2   3   6   8  10  14  17  27  28  32  34  36  38  40  41  46
  2   3   7   9  10  11  18  28  29  30  33  37  39  41  42  47
  2   3   5   8  11  12  19  25  29  31  34  35  38  42  43  48
  2   4   7   8  10  16  19  20  22  30  31  38  39  44  46  49
  2   4   8   9  11  15  17  21  23  31  32  35  39  40  45  47
  2   4   5   9  12  16  18  22  24  32  33  35  36  41  46  48
  2   4   5   6  13  17  19  20  23  33  34  36  37  42  47  49
  2   4   6   7  14  15  18  21  24  30  34  37  38  43  45  48
  3   4   5  11  14  17  18  20  21  25  27  39  41  44  48  49
  3   4   6  10  12  18  19  21  22  26  28  35  40  42  45  49
  3   4   7  11  13  15  19  22  23  27  29  36  41  43  45  46
  3   4   8  12  14  15  16  23  24  25  28  37  42  44  46  47
  3   4   9  10  13  16  17  20  24  26  29  38  40  43  47  48
  9  12  14  18  19  23  24  27  29  31  36  37  38  39  40  49
  5  10  13  15  19  20  24  25  28  32  35  37  38  39  41  45
  6  11  14  15  16  20  21  26  29  33  35  36  38  39  42  46
  7  10  12  16  17  21  22  25  27  34  35  36  37  39  43  47
  8  11  13  17  18  22  23  26  28  30  35  36  37  38  44  48
  8   9  14  17  19  22  24  26  33  34  39  41  42  43  44  45
  5   9  10  15  18  20  23  27  30  34  35  40  42  43  44  46
  5   6  11  16  19  21  24  28  30  31  36  40  41  43  44  47
  6   7  12  15  17  20  22  29  31  32  37  40  41  42  44  48
  7   8  13  16  18  21  23  25  32  33  38  40  41  42  43  49
  7   9  13  14  19  21  28  29  32  34  35  44  46  47  48  49
  5   8  10  14  15  22  25  29  30  33  36  40  45  47  48  49
  6   9  10  11  16  23  25  26  31  34  37  41  45  46  48  49
  5   7  11  12  17  24  26  27  30  32  38  42  45  46  47  49
  6   8  12  13  18  20  27  28  31  33  39  43  45  46  47  48
```

## Inzidenzmatrix
Dies ist eine Darstellung der Inzidenzmatrix dieses Blockplans; zum Verständnis dieser Matrix siehe diese Veranschaulichung
- Lösung 1

```
O . . . O O O O O O O O O O O O O O O . . . . . . . . . . . . . . . . . . . . . . . . . . . . . .
. O . . O O O O O . . . . . . . . . . O O O O O O O O O O . . . . . . . . . . . . . . . . . . . .
. . O . . . . . . O O O O O . . . . . O O O O O . . . . . O O O O O . . . . . . . . . . . . . . .
. . . O . . . . . . . . . . O O O O O . . . . . O O O O O O O O O O . . . . . . . . . . . . . . .
O O . . . . . . . . . . O O . O . O . . O . . O . . O O . O . . . . . O . . . . O O . . . O . O .
O O . . . . . . . O . . . O . . O . O O . O . . . . . O O . O . . . . . O . . . . O O . . . O . O
O O . . . . . . . O O . . . O . . O . . O . O . O . . . O . . O . . . . . O . . . . O O O . . O .
O O . . . . . . . . O O . . . O . . O . . O . O O O . . . . . . O . . . . . O O . . . O . O . . O
O O . . . . . . . . . O O . O . O . . O . . O . . O O . . . . . . O O . . . . O O . . . O . O . .
O . O . . O . O . . . . . . . . . O O . . O O . O . . . . . O . . O . O . O . . O . . . . O O . .
O . O . . . O . O . . . . . O . . . O . . . O O . O . . . O . O . . . . O . O . . O . . . . O O .
O . O . O . . O . . . . . . O O . . . O . . . O . . O . . . O . O . O . . O . . . . O . . . . O O
O . O . . O . . O . . . . . . O O . . O O . . . . . . O . . . O . O . O . . O . . . . O O . . . O
O . O . O . O . . . . . . . . . O O . . O O . . . . . . O O . . O . O . O . . O . . . . O O . . .
O . . O . . . O O . O . O . . . . . . O . . . . . O . . O . . O O . . O O . . . O . O . . O . . .
O . . O O . . . O . . O . O . . . . . . O . . . O . O . . . . . O O . . O O . . . O . O . . O . .
O . . O O O . . . O . . O . . . . . . . . O . . . O . O . O . . . O . . . O O O . . O . . . . O .
O . . O . O O . . . O . . O . . . . . . . . O . . . O . O O O . . . O . . . O . O . . O . . . . O
O . . O . . O O . O . O . . . . . . . . . . . O O . . O . . O O . . O O . . . O . O . . O . . . .
. O O . O . O . . . O O . . O . . . . . . . . . O . . O . O . . . O . O O . . . O . O . . . . . O
. O O . . O . O . . . O O . . O . . . . . . . . . O . . O O O . . . . . O O . . . O . O O . . . .
. O O . . . O . O . . . O O . . O . . . . . . . O . O . . . O O . . . . . O O O . . O . . O . . .
. O O . O . . O . O . . . O . . . O . . . . . . . O . O . . . O O . O . . . O . O . . O . . O . .
. O O . . O . . O O O . . . . . . . O . . . . . . . O . O . . . O O O O . . . O . O . . . . . O .
. O . O . O O . . O . . . . O . O . . O . . . O . . . . . O . . O . . O . O . . . . . O . O O . .
. O . O . . O O . . O . . . . O . O . O O . . . . . . . . . O . . O . . O . O O . . . . . . O O .
. O . O . . . O O . . O . . . . O . O . O O . . . . . . . O . O . . O . . O . . O . . . . . . O O
. O . O O . . . O . . . O . O . . O . . . O O . . . . . . . O . O . . O . . O . . O . . O . . . O
. O . O O O . . . . . . . O . O . . O . . . O O . . . . . . . O . O O . O . . . . . O . O O . . .
. . O O O . . . . O . O . . . O O . . O . . O . O . . . O . . . . . . . . . O . O O . . . O . O .
. . O O . O . . . . O . O . . . O O . . O . . O O O . . . . . . . . O . . . . . . O O . . . O . O
. . O O . . O . . . . O . O . . . O O O . O . . . O O . . . . . . . . O . . . . . . O O O . . O .
. . O O . . . O . O . . O . O . . . O . O . O . . . O O . . . . . . . . O . . O . . . O . O . . O
. . O O . . . . O . O . . O O O . . . . . O . O . . . O O . . . . . . . . O . O O . . . O . O . .
. . . . O . . . . O O . . . . . O . O . O . . O . O O . . . O . . . . O O O O . O . . . O . . . .
. . . . . O . . . . O O . . O . . O . O . O . . . . O O . . . O . . O . O O O . . O . . . O . . .
. . . . . . O . . . . O O . . O . . O . O . O . . . . O O . . . O . O O . O O . . . O . . . O . .
. . . . . . . O . . . . O O O . O . . . . O . O O . . . O . . . . O O O O . O . . . . O . . . O .
. . . . . . . . O O . . . O . O . O . O . . O . O O . . . O . . . . O O O O . O . . . . . . . . O
. . . . . . O . O O . . . . O O . . . . O O . . . O . . . . O . . O O . . . . . O O O O . O . . .
. . . . O . . O . . O . . . . O O . . . . O O . . . O . . O . O . . . O . . . O . O O O . . O . .
. . . . . O . . O . . O . . . . O O . . . . O O . . . O . . O . O . . . O . . O O . O O . . . O .
. . . . O . O . . . . . O . . . . O O O . . . O . . . . O . . O . O . . . O . O O O . O . . . . O
. . . . . O . O . . . . . O O . . . O O O . . . O . . . . O . . O . . . . . O O O O O . O . . . .
. . . . O O . . . . . O . O O . . . . . O . . . . O . . O . O O . . . O . . . O . . . . . O O O O
. . . . . O O . . O . . O . . O . . . . . O . . O . O . . . . O O . . . O . . . O . . . O . O O O
. . . . . . O O . . O . . O . . O . . . . . O . . O . O . . . . O O . . . O . . . O . . O O . O O
. . . . . . . O O O . O . . . . . O . . . . . O . . O . O O . . . O . . . . O . . . O . O O O . O
. . . . O . . . O . O . O . . . . . O O . . . . O . . O . O O . . . O . . . . . . . . O O O O O .
```

- Lösung 2

```
O . . . O O O O O O O O O O O O O O O . . . . . . . . . . . . . . . . . . . . . . . . . . . . . .
. O . . O O O O O . . . . . . . . . . O O O O O O O O O O . . . . . . . . . . . . . . . . . . . .
. . O . . . . . . O O O O O . . . . . O O O O O . . . . . O O O O O . . . . . . . . . . . . . . .
. . . O . . . . . . . . . . O O O O O . . . . . O O O O O O O O O O . . . . . . . . . . . . . . .
O O . . . . . . . . . O . O . O O . . O . . O . . . . O O O . . . . O . . . . . O . O . O . . . O
O O . . . . . . . O . . O . . . O O . . O . . O O . . . O . O . . . . O . . . . . O . O O O . . .
O O . . . . . . . . O . . O . . . O O O . O . . O O . . . . . O . . . . O . . O . . O . . O O . .
O O . . . . . . . O . O . . O . . . O . O . O . . O O . . . . . O . . . . O . . O . . O . . O O .
O O . . . . . . . . O . O . O O . . . . . O . O . . O O . . . . . O . . . . O O . O . . . . . O O
O . O . . O O . . . . . . . . . O . O . . . O O O . . . . O . . O . O . . . O O . . . . . O . O .
O . O . . . O O . . . . . . O . . O . O . . . O . O . . . . O . . O O O . . . . O . . . . . O . O
O . O . . . . O O . . . . . . O . . O O O . . . . . O . . O . O . . . O O . . . . O . . O . . O .
O . O . O . . . O . . . . . O . O . . . O O . . . . . O . . O . O . . . O O . . . . O . . O . . O
O . O . O O . . . . . . . . . O . O . . . O O . . . . . O . . O . O . . . O O . . . . O O . O . .
O . . O . . O . O . O O . . . . . . . O . . . . O . . O . . . . O O . O . O . O . . . O O . . . .
O . . O O . . O . . . O O . . . . . . . O . . . . O . . O O . . . O . . O . O O O . . . . O . . .
O . . O . O . . O . . . O O . . . . . . . O . . O . O . . O O . . . O . . O . . O O . . . . O . .
O . . O O . O . . O . . . O . . . . . . . . O . . O . O . . O O . . . O . . O . . O O . . . . O .
O . . O . O . O . O O . . . . . . . . . . . . O . . O . O . . O O . O . O . . . . . O O . . . . O
. O O . . O . . O . . O O . O . . . . . . . . . O O . . . O . O . . . O . . O . . . O O . . . . O
. O O . O . O . . . . . O O . O . . . . . . . . . O O . . . O . O . O . O . . O . . . O O . . . .
. O O . . O . O . O . . . O . . O . . . . . . . . . O O . . . O . O . O . O . O O . . . . O . . .
. O O . . . O . O O O . . . . . . O . . . . . . . . . O O O . . O . . . O . O . O O . . . . O . .
. O O . O . . O . . O O . . . . . . O . . . . . O . . . O . O . . O O . . O . . . O O . . . . O .
. O . O . . O O . O . . . . . O . . O O . O . . . . . . . O O . . . . . . O O . . . . O . O . . O
. O . O . . . O O . O . . . O . O . . . O . O . . . . . . . O O . . O . . . O O . . . . O . O . .
. O . O O . . . O . . O . . . O . O . . . O . O . . . . . . . O O . O O . . . . O . . . . O . O .
. O . O O O . . . . . . O . . . O . O O . . O . . . . . . . . . O O . O O . . . . O . . . . O . O
. O . O . O O . . . . . . O O . . O . . O . . O . . . . . O . . . O . . O O . . . . O . O . . O .
. . O O O . . . . . O . . O . . O O . O O . . . O . O . . . . . . . . . . . O . O . . O . . . O O
. . O O . O . . . O . O . . . . . O O . O O . . . O . O . . . . . . O . . . . O . O . . O . . . O
. . O O . . O . . . O . O . O . . . O . . O O . . . O . O . . . . . . O . . . . O . O . O O . . .
. . O O . . . O . . . O . O O O . . . . . . O O O . . O . . . . . . . . O . . . . O . O . O O . .
. . O O . . . . O O . . O . . O O . . O . . . O . O . . O . . . . . . . . O . O . . O . . . O O .
. . . . . . . . O . . O . O . . . O O . . . O O . . O . O . O . . . . O O O O O . . . . . . . . O
. . . . O . . . . O . . O . O . . . O O . . . O O . . O . . . O . . O . O O O . O . . . O . . . .
. . . . . O . . . . O . . O O O . . . O O . . . . O . . O . . . O . O O . O O . . O . . . O . . .
. . . . . . O . . O . O . . . O O . . . O O . . O . O . . . . . . O O O O . O . . . O . . . O . .
. . . . . . . O . . O . O . . . O O . . . O O . . O . O . O . . . . O O O O . . . . . O . . . O .
. . . . . . . O O . . . . O . . O . O . . O . O . O . . . . . . O O . . . . O . O O O O O . . . .
. . . . O . . . O O . . . . O . . O . O . . O . . . O . . O . . . O O . . . . O . O O O . O . . .
. . . . O O . . . . O . . . . O . . O . O . . O . . . O . O O . . . . O . . . O O . O O . . O . .
. . . . . O O . . . . O . . O . O . . O . O . . . . . . O . O O . . . . O . . O O O . O . . . O .
. . . . . . O O . . . . O . . O . O . . O . O . O . . . . . . O O . . . . O . O O O O . . . . . O
. . . . . . O . O . . . O O . . . . O . O . . . . . . O O . . O . O O . . . . . . . . O . O O O O
. . . . O . . O . O . . . O O . . . . . . O . . O . . . O O . . O . . O . . . O . . . . O . O O O
. . . . . O . . O O O . . . . O . . . . . . O . O O . . . . O . . O . . O . . . O . . . O O . O O
. . . . O . O . . . O O . . . . O . . . . . . O . O O . . O . O . . . . . O . . . O . . O O O . O
. . . . . O . O . . . O O . . . . O . O . . . . . . O O . . O . O . . . . . O . . . O . O O O O .
```

## Oval
Ein Oval des Blockplans ist eine Menge seiner Punkte, von welcher keine drei auf einem Block liegen. Hier sind sämtliche Ovale maximaler Ordnung dieses Blockplans:
- Lösung 1 (sämtliche Ovale)

```
  1   2   3   4
```

- Lösung 2 (sämtliche Ovale)

```
  1   2   3   4
```